# チョーク流れ
チョーク流れ（チョークながれ、英: choked flow）とは、管内の圧縮性流れがある断面でマッハ数 M = 1 の臨界状態になることである。窒息流ともいう。チョーク流れの状態になることをチョークすると言う。
等エントロピー流れでは、チョークは流路の最小断面積の箇所においてのみ起こる。チョークが起こると、背圧をさらに小さくしても流量をそれ以上流すことができない。
管路の摩擦や加熱によって流れはM = 1 の臨界状態に達し、チョークする。